# ゴードン・グレンジャー
ゴードン・グレンジャー（英語: Gordon Granger）（1821年11月6日 - 1876年1月10日）は、職業軍人のアメリカ陸軍士官で、南北戦争の際に北部合衆国軍将軍であった人物である。チカマウガの戦いで功績を挙げた。

## 若年期
1821年にニューヨーク州ウェイン郡ジョイで、ガイアス・グレンジャーとキャサリン・テイラーの間に生まれた。1845年にアメリカ陸軍士官学校を卒業し、席次は41名のクラス中35位であった。名誉進級により少尉に任命され、ミシガン州デトロイト駐留の第2歩兵連隊に配属された。1846年に、新設されたミズーリ州ジェファーソン兵舎駐留の騎馬ライフル銃兵連隊へ移った。

## 米墨戦争
米墨戦争の間、ウィンフィールド・スコットの部隊に配属。ベラ・クルス包囲戦、セルロ・ゴードの戦い、コントレラスの戦い、チュルブスコの戦い、メキシコ・シティの戦いに参加した。勇敢な行為に対して2度の賞を受け、1847年5月には少尉として常備の任命を受けた。戦後はオレゴンやテキサスなどの西部開拓地帯で務めた。1853年に中尉となった。

## 南北戦争
南北戦争が開始時には、病気休暇中であった。オハイオ州でジョージ・B・マクレラン将軍付きの幕僚に一時的に任命された。回復した後で騎馬ライフル銃兵連隊へと復帰し、そこで1861年5月に大尉へ昇進。サミュエル・D・スタージス将軍の副官としてダグ・スプリングスの戦いに加わり、ナサニエル・ライアン将軍付きの参謀将校として務めながら、ミズーリ州で1861年8月のウィルソンズ・クリークにおける合衆国軍の敗北を見届けた。ウィルソンズ・クリークにおける勇敢な行為で賞を受け、名誉進級による少佐となり、セント・ルイス兵器庫の司令官とされた。
1861年11月、アメリカ義勇軍における大佐となり、セント・ルイスのベントン兵舎に在する第2ミシガン騎馬兵連隊の指揮を受領した。北部合衆国軍の従軍者の一人は、その回想録で「軍務における偉才はすぐに、多数の厳しい教練によって義勇軍士官や当の連隊員の前に明らかにされた。彼はその者たちを、3か月の期間内に完全な常備軍の水準にまで引き上げた」とし、「荒々しい外面の人物でありながらも、あらゆる社会的地位より到来したぎこちない者たちの集まりから、よく統制が取れた兵士の一団を創り出すためのあらゆる細目へ厳密に注意を払うことで、配下連隊の尊敬を得ることに成功していた」と記している。
1862年2月、ジョン・ポープ将軍の命令で第2ミシガン連隊はセント・ルイスから、ポープがミズーリ州ニュー・マドリッドへ進撃するために2万名近くの北部合衆国軍を集結させていたミズーリ州コマースへと進んだ。第2・第3ミシガン騎馬兵連隊で構成された第3騎馬兵旅団の指揮を受領した。第7イリノイ騎馬兵連隊が旅団に加わった後に、騎馬兵師団への再編成が行われた。
1862年3月26日、義勇軍の准将へ昇格。ミシシッピ軍の騎馬兵師団をニュー・マドリッドの戦いとコリンスの包囲戦において指揮した。1862年9月17日には義勇軍の少将へ昇格し、ケンタッキー軍の司令官となった。テネシー州中央部で騎馬部隊の作戦を指揮し、その後に指揮権はカンバーランド軍と統合されて、予備軍団となった。
最も名を馳せたのが、チカマウガの戦いにおいての予備軍団での指揮である。当地で1863年9月20日、戦闘の第2日に、命令を受けないままスノッドグラス丘陵上にいたジョージ・H・トーマスの第14軍団を増強するべく、ジェイムズ・B・スティードマンへ配下の2個旅団を派遣し、トーマスを援護するよう命じた。北部合衆国軍の側面に位置する南部連合軍勢へ反撃を行えるかをトーマスに尋ねられ、グレンジャーは「私の部下は意気揚々で、まさにその任務のための連中です」と答えた。彼らは不慣れな部隊で、登りの突撃を敢行する以外の術を知らなかった。この行動が南部連合軍の攻撃部隊を暗くなるまで何とか食い止めて、北部連邦軍の秩序立った後退を可能とし、こうしてトーマスに「チカマウガの岩」の綽名を得させることに寄与した。戦闘後、「戦闘の物音から判断して、敵は彼（トーマス）を圧迫していると確信し、彼らの協調した攻撃に耐えられないのではないかと心配して、直ちに彼への援護に赴くことを決断した」と記した。

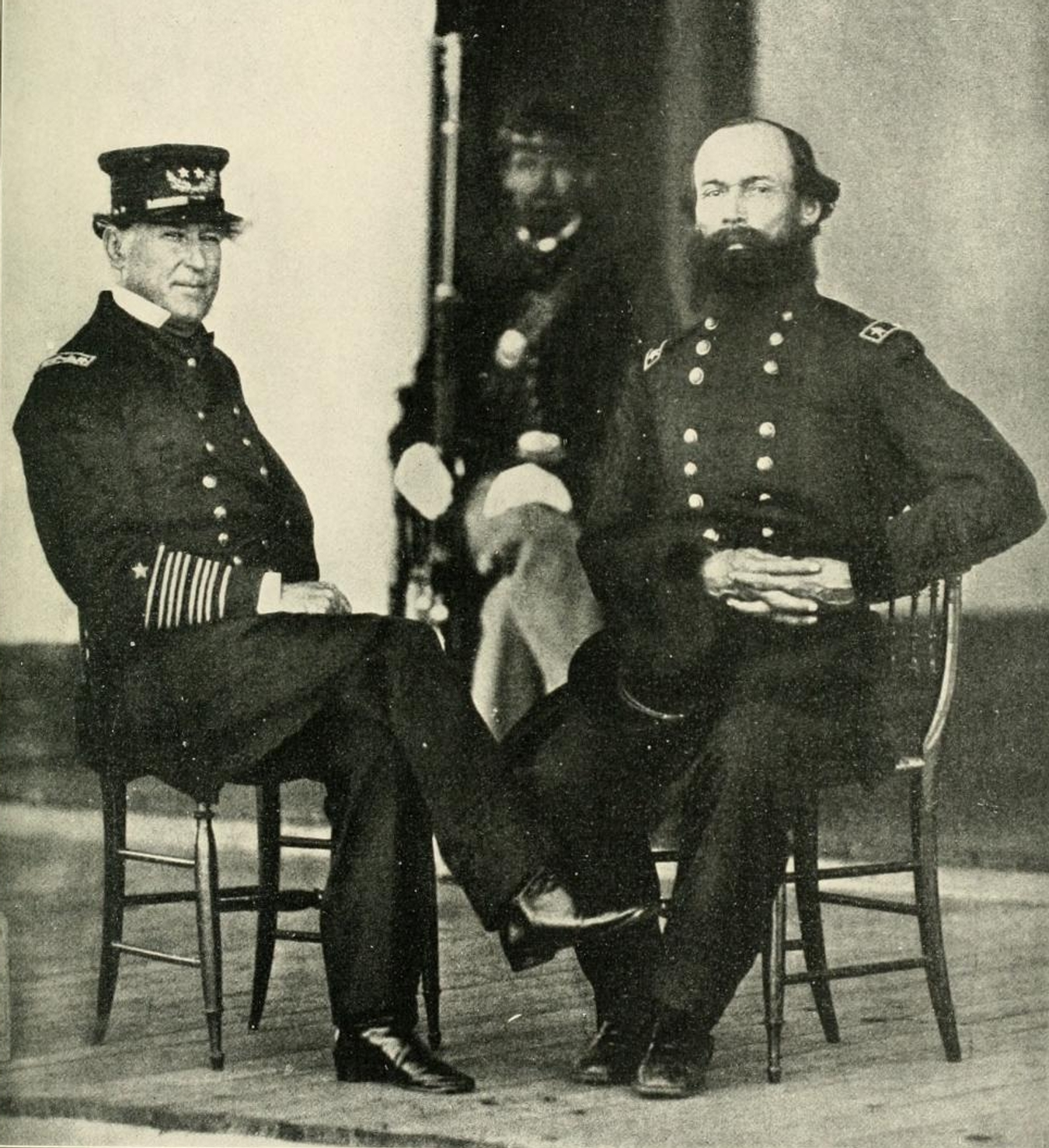
デイヴィッド・ファラガット提督とゴードン・グレンジャー将軍。

チカマウガにおけるグレンジャーの効果的な指揮ぶりは、トーマス将軍が指揮するカンバーランド軍配下で新編成の第4軍団の指揮を彼に委ねることになり、そして彼はアメリカ合衆国陸軍において名誉進級による中佐へと昇格した。その指揮下で、第4軍団の部隊は第3次チャタヌーガ会戦において名を挙げた。第4軍団配下の、トーマス・J・ウッドとフィリップ・シェリダンが指揮する2個師団が、ミッショナリー隆起の上に位置する南部連合軍戦線の増強された中央部を攻撃した部隊の一部であった。そこで北部連邦軍は突破を果たし、ブラクストン・ブラッグ将軍指揮下の南部連合軍を後退に追い込んだ。チカマウガ戦の後、テネシー州ノックスヴィルの包囲を解く一翼を担った。このような成功にもかかわらず、彼を嫌っていたユリシーズ・S・グラント将軍を含む上官連に対する遠慮や愛想のなさは、アメリカ南北戦争における東部戦線で、さらなる高位の指揮権を得ることを阻んだ。彼はエドワード・R・S・キャンビー将軍の指揮下にあるメキシコ湾軍管区へと派遣され、メキシコ湾でデイヴィッド・ファラガット海軍少将が指揮する海上作戦に陸上からの支援を行う1個師団を指揮した。モービル湾の戦いで、北部合衆国の洋上作戦に呼応してゲインズ要塞とモーガン要塞の双方を奪取した地上部隊を率いた。アラバマ州モービルの陥落に繋がったブレイクリー要塞の戦いに際しては、グレンジャーは第13軍団を指揮した。

## 戦後

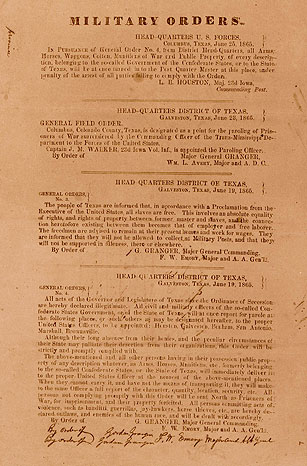
「一般命令第3号」、1865年6月19日。

戦争が終結すると、テキサス軍管区の司令を任された。1865年6月19日にガルベストン市で、任務における最初の課題の一つが、テキサスの人々へグレンジャーの「一般命令第3号」を読み上げることであり、その切り出しは以下のようであった。
合衆国大統領からの布告により、あらゆる奴隷は自由であると、テキサスの人民に告知する。対人権と財産権について、以前の主人と奴隷の間における完全なる対等性を伴うものであり、彼らの間にこれまでに存在する関係は、雇用者と被雇用労働者の間におけるものとなる。
これが解放奴隷による歓喜の表現を導き出し、テキサスにおける奴隷制の廃止を記念する、年毎のジューンティーンス祝典の始まりとなった。
義勇軍の任務から除隊した後、陸軍に留まった。1866年7月、大佐として再編成された第25歩兵連隊へ任命を受けた。1870年12月15日、彼は第15歩兵連隊の大佐として再び任命を受けた。1871年4月29日から1873年6月1日まで、ニュー・メキシコ軍管区の司令を担った。1875年10月31日まで、病気休暇の許可を得た。次いで再びニュー・メキシコ軍管区の司令を、1875年10月31から1876年1月10日まで執った。
1876年1月10日、ニュー・メキシコ軍管区の司令官として務めていたニュー・メキシコ州サンタ・フェにおいて死去。ケンタッキー州のレキシントン墓地に葬られた。

## 参考資料
- Dupuy, Trevor N. (1992) (英語). The Harper Encyclopedia of Military Biography. New York: HarperCollins. ISBN 978-0-06-270015-5

- Eicher, John H. (2001) (英語). Civil War High Commands. Stanford, California: Stanford University Press. ISBN 0-8047-3641-3

- Conner, Robert C. (2013) (英語). General Gordon Granger: The Savior of Chickamauga and the Man Behind 'Juneteenth'. Philadelphia: Casemate. ISBN 978-1-61200-185-2